# ريج هيل
ريج هيل (بالإنجليزية: Reg Hill)‏ (6 مايو 1907 في المملكة المتحدة - 1961 في المملكة المتحدة) هو لاعب كرة قدم بريطاني (وحمل سابقاً جنسية المملكة المتحدة لبريطانيا العظمى وأيرلندا) في مركز الدفاع. لعب مع نادي ترانمير روفرز لكرة القدم ونادي كارلايل يونايتد ونادي هارتلبول يونايتد وLancaster City F.C. ‏ ونادي تلفورد يونايتد ودارلينجتون إف سى.